# Bandungrejo (Bantur)
Bandungrejo is een bestuurslaag in het regentschap Malang van de provincie Oost-Java, Indonesië. Bandungrejo telt 8668 inwoners (volkstelling 2010).